# Luis Saturria
Luis Arturo Saturria (nacido el 21 de julio de 1976 en San Pedro de Macorís) es un ex jardinero central dominicanos que jugó en las Grandes Ligas para los Cardenales de San Luis (2000-2001).
Saturria fue firmado por los Cardenales de San Luis como amateur el 5 de marzo de 1994. Después de batear para .274 con el equipo Single-A, Peoria Chiefs en 1997, los Azulejos de Toronto lo eligieron en el Rule 5 draft, pero lo devolvieron en los entrenamientos de primavera de 1998. Asignado al equipo High-A, Potomac Nationals de la Carolina League, fue seleccionado para el equipo All-Star de la liga, donde bateó para .294 con 12 jonrones y 73 carreras impulsadas.
La mejor temporada de Saturria como profesional llegó en el 2000 para el equipo Doble-A, Arkansas Travelers. Bateó para .274 con 20 jonrones y 76 carreras impulsadas y fue seleccionado para jugar en el World Team del All-Star Futures Game. Fue llamado al roster de los Cardenales en septiembre. Con los Cardenales, se fue en blanco en cinco turnos al bate. Tuvo otro breve periodo en las Grandes Ligas en 2001, pero pasó todo el año 2002 en las menores. En 2003, jugó para los Long Island Ducks de la Atlantic League of Professional Baseball.